# Санкт-Петербургский Дом музыки

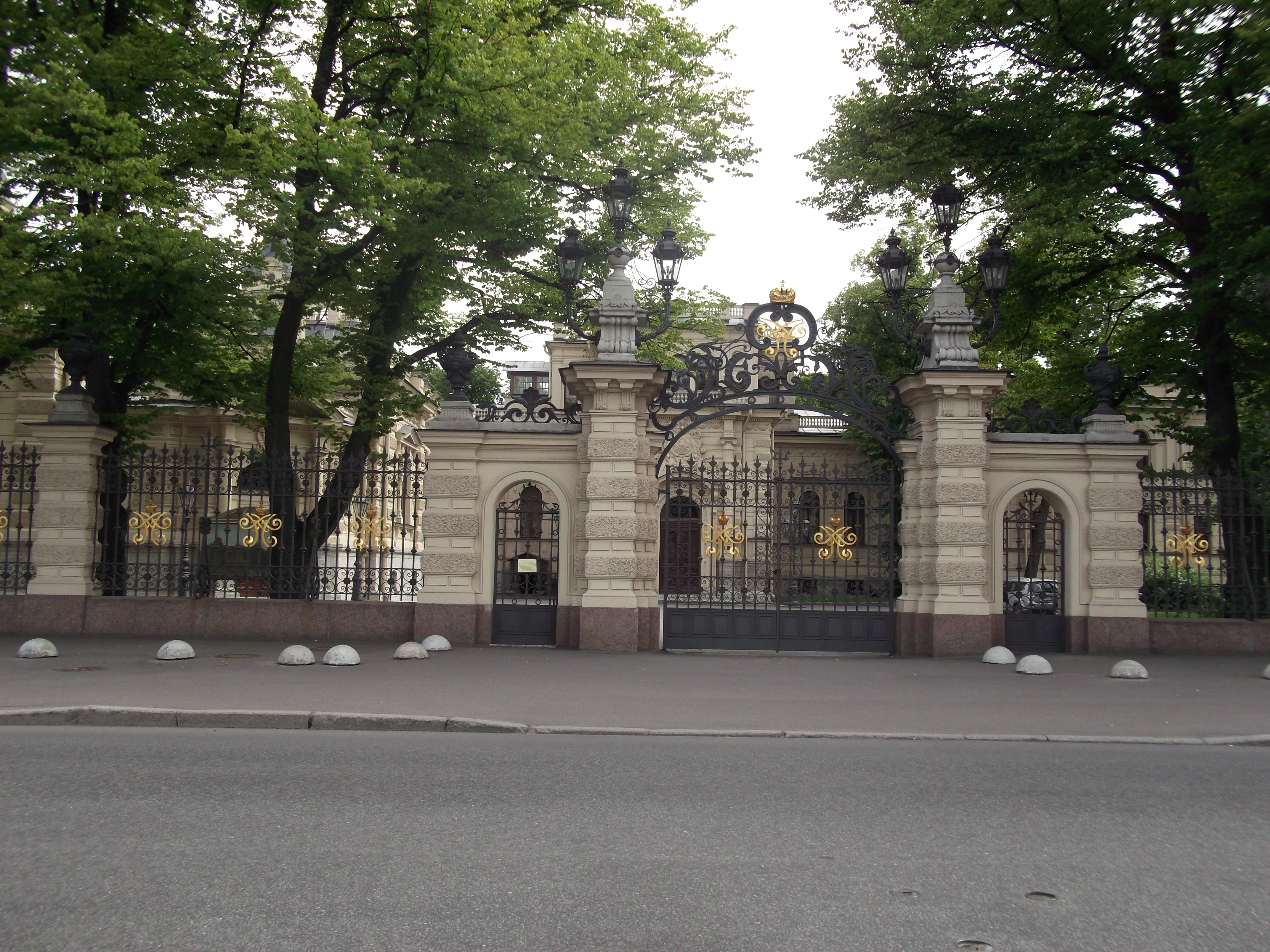
Санкт-Петербургский Дом музыки

Санкт-Петербургский Дом музыки (Федеральное государственное бюджетное учреждение культуры «Дом музыки») — учреждение в системе Министерства культуры РФ, созданное в 2006 г.
Располагается в стенах бывшего дворца великого князя Алексея Александровича (набережная реки Мойки, д. 122).

## История
В октябре 2005 года по инициативе Министерства Культуры России было принято решение о создании Дома Музыки в Санкт-Петербурге, и уже в феврале 2006 года была создана организация, которой передали требующее срочной реставрации здание дворца великого князя Алексея Александровича на набережной реки Мойки. Большую роль в этом сыграл бывший ректор Санкт-Петербургской консерватории Сергей Ролдугин, ставший первым художественным руководителем нового учреждения и инициатором реставрации дворца.
Реставрация и реконструкция здания по проекту института «Ленпроектреставрация», члена Союза реставраторов Санкт-Петербурга, велась с 2006 по 2009 годы на средства благотворителей, а затем и на бюджетные средства. Объём вложенных в проект инвестиций из городского бюджета составил 800 млн рублей. Реставрацией фасадов и парадных интерьеров занималась компания «Интарсия», часть фасадных и других строительных работ выполнило ООО НПХК «Ремстройкомплекс».
В 2009 году в здание переехала администрация Дома музыки, однако первые концерты в Английском зале дворца, ставшем концертным залом Санкт-Петербургского Дома музыки, состоялись только в апреле 2011 года.

## Концертная деятельность
С 2007 года солисты Петербургского Дома музыки выступают с оркестром Мариинского театра, а также на московских и поволжских сценах.